# We All Stand Together
We all stand together was de tiende solohitsingle van Paul McCartney uit november 1984. Het is een duet met The Frog Chorus. De videoclip is een bewerking van McCartney's animatiefilm Rupert and the Frog Song, gebaseerd op de boeken van Bruintje Beer, uit 1984. Het nummer en de videoclip spelen een prominente rol in deze film. De videoclip werd destijds in Nederland op televisie uitgezonden door de pop programma's AVRO's Toppop, Countdown van Veronica en Popformule van de TROS.

## Achtergrond
De plaat werd een hit op de Britse eilanden, het Nederlandse taalgebied en in Duitsland. In thuisland het Verenigd Koninkrijk bereikte de plaat de 3e positie in de UK Singles Chart. Ook in Ierland werd de 3e positie bereikt en in Duitsland werd de 30e positie bereikt. 
In Nederland werd de plaat veel gedraaid op Hilversum 3 en werd een kersthit in de destijds drie landelijke hitlijsten op de nationale publieke popzender. De plaat bereikte in zowel de Nederlandse Top 40 als de TROS Top 50 de 12e positie en stond 8 weken genoteerd. In de Nationale Hitparade werd de 10e positie bereikt. In de Europese hitlijst op Hilversum 3, de TROS Europarade, bereikte de plaat de 12e positie. 
In België bereikte de single de 10e positie in de Vlaamse Radio 2 Top 30 en de 13e positie in de voorloper van de Vlaamse Ultratop 50. In Wallonië werd géén notering behaald.
Op het jaar 2000 na, staat de plaat steevast genoteerd in de jaarlijkse NPO Radio 2 Top 2000 van de Nederlandse publieke radiozender NPO Radio 2.

## Hitnoteringen

### Nederlandse Top 40
| Hitnotering: 05-01-1985 t/m 23-02-1985 | Hitnotering: 05-01-1985 t/m 23-02-1985 | Hitnotering: 05-01-1985 t/m 23-02-1985 | Hitnotering: 05-01-1985 t/m 23-02-1985 | Hitnotering: 05-01-1985 t/m 23-02-1985 | Hitnotering: 05-01-1985 t/m 23-02-1985 | Hitnotering: 05-01-1985 t/m 23-02-1985 | Hitnotering: 05-01-1985 t/m 23-02-1985 | Hitnotering: 05-01-1985 t/m 23-02-1985 | Hitnotering: 05-01-1985 t/m 23-02-1985 |
| Week:                                  | 1                                      | 2                                      | 3                                      | 4                                      | 5                                      | 6                                      | 7                                      | 8                                      |                                        |
| -------------------------------------- | -------------------------------------- | -------------------------------------- | -------------------------------------- | -------------------------------------- | -------------------------------------- | -------------------------------------- | -------------------------------------- | -------------------------------------- | -------------------------------------- |
| Positie:                               | 33                                     | 21                                     | 15                                     | 12                                     | 12                                     | 12                                     | 16                                     | 23                                     | uit                                    |

### Nationale Hitparade
| Hitnotering: (Week 1 t/m 9) 29-12-1984 t/m 23-02-1985 Hitnotering: (Week 10 t/m 11) 25-12-2010 t/m 01-01-2011 Hitnotering: (Week 12 t/m 13) 24-12-2011 t/m 31-12-2011 | Hitnotering: (Week 1 t/m 9) 29-12-1984 t/m 23-02-1985 Hitnotering: (Week 10 t/m 11) 25-12-2010 t/m 01-01-2011 Hitnotering: (Week 12 t/m 13) 24-12-2011 t/m 31-12-2011 | Hitnotering: (Week 1 t/m 9) 29-12-1984 t/m 23-02-1985 Hitnotering: (Week 10 t/m 11) 25-12-2010 t/m 01-01-2011 Hitnotering: (Week 12 t/m 13) 24-12-2011 t/m 31-12-2011 | Hitnotering: (Week 1 t/m 9) 29-12-1984 t/m 23-02-1985 Hitnotering: (Week 10 t/m 11) 25-12-2010 t/m 01-01-2011 Hitnotering: (Week 12 t/m 13) 24-12-2011 t/m 31-12-2011 | Hitnotering: (Week 1 t/m 9) 29-12-1984 t/m 23-02-1985 Hitnotering: (Week 10 t/m 11) 25-12-2010 t/m 01-01-2011 Hitnotering: (Week 12 t/m 13) 24-12-2011 t/m 31-12-2011 | Hitnotering: (Week 1 t/m 9) 29-12-1984 t/m 23-02-1985 Hitnotering: (Week 10 t/m 11) 25-12-2010 t/m 01-01-2011 Hitnotering: (Week 12 t/m 13) 24-12-2011 t/m 31-12-2011 | Hitnotering: (Week 1 t/m 9) 29-12-1984 t/m 23-02-1985 Hitnotering: (Week 10 t/m 11) 25-12-2010 t/m 01-01-2011 Hitnotering: (Week 12 t/m 13) 24-12-2011 t/m 31-12-2011 | Hitnotering: (Week 1 t/m 9) 29-12-1984 t/m 23-02-1985 Hitnotering: (Week 10 t/m 11) 25-12-2010 t/m 01-01-2011 Hitnotering: (Week 12 t/m 13) 24-12-2011 t/m 31-12-2011 | Hitnotering: (Week 1 t/m 9) 29-12-1984 t/m 23-02-1985 Hitnotering: (Week 10 t/m 11) 25-12-2010 t/m 01-01-2011 Hitnotering: (Week 12 t/m 13) 24-12-2011 t/m 31-12-2011 | Hitnotering: (Week 1 t/m 9) 29-12-1984 t/m 23-02-1985 Hitnotering: (Week 10 t/m 11) 25-12-2010 t/m 01-01-2011 Hitnotering: (Week 12 t/m 13) 24-12-2011 t/m 31-12-2011 | Hitnotering: (Week 1 t/m 9) 29-12-1984 t/m 23-02-1985 Hitnotering: (Week 10 t/m 11) 25-12-2010 t/m 01-01-2011 Hitnotering: (Week 12 t/m 13) 24-12-2011 t/m 31-12-2011 | Hitnotering: (Week 1 t/m 9) 29-12-1984 t/m 23-02-1985 Hitnotering: (Week 10 t/m 11) 25-12-2010 t/m 01-01-2011 Hitnotering: (Week 12 t/m 13) 24-12-2011 t/m 31-12-2011 | Hitnotering: (Week 1 t/m 9) 29-12-1984 t/m 23-02-1985 Hitnotering: (Week 10 t/m 11) 25-12-2010 t/m 01-01-2011 Hitnotering: (Week 12 t/m 13) 24-12-2011 t/m 31-12-2011 | Hitnotering: (Week 1 t/m 9) 29-12-1984 t/m 23-02-1985 Hitnotering: (Week 10 t/m 11) 25-12-2010 t/m 01-01-2011 Hitnotering: (Week 12 t/m 13) 24-12-2011 t/m 31-12-2011 | Hitnotering: (Week 1 t/m 9) 29-12-1984 t/m 23-02-1985 Hitnotering: (Week 10 t/m 11) 25-12-2010 t/m 01-01-2011 Hitnotering: (Week 12 t/m 13) 24-12-2011 t/m 31-12-2011 | Hitnotering: (Week 1 t/m 9) 29-12-1984 t/m 23-02-1985 Hitnotering: (Week 10 t/m 11) 25-12-2010 t/m 01-01-2011 Hitnotering: (Week 12 t/m 13) 24-12-2011 t/m 31-12-2011 | Hitnotering: (Week 1 t/m 9) 29-12-1984 t/m 23-02-1985 Hitnotering: (Week 10 t/m 11) 25-12-2010 t/m 01-01-2011 Hitnotering: (Week 12 t/m 13) 24-12-2011 t/m 31-12-2011 |
| Week: | 1 | 2 | 3 | 4 | 5 | 6 | 7 | 8 | 9 | | 10 | 11 | | 12 | 13 | |
| --- | --- | --- | --- | --- | --- | --- | --- | --- | --- | --- | --- | --- | --- | --- | --- | --- |
| Positie: | 26 | 15 | 15 | 7 | 13 | 11 | 15 | 26 | 41 | uit | 79 | 83 | uit | 94 | 90 | uit |

### TROS Top 50
Hitnotering: 20-12-1984 t/m 28-02-1984. Hoogste notering: #10 (1 week).

### TROS Europarade
Hitnotering: 24-12-1984 t/m 11-02-1985. Hoogste notering: #12 (1 week).

### Vlaamse Radio 2 Top 30
| Hitnotering: 05-01-1985 t/m 16-02-1985 | Hitnotering: 05-01-1985 t/m 16-02-1985 | Hitnotering: 05-01-1985 t/m 16-02-1985 | Hitnotering: 05-01-1985 t/m 16-02-1985 | Hitnotering: 05-01-1985 t/m 16-02-1985 | Hitnotering: 05-01-1985 t/m 16-02-1985 | Hitnotering: 05-01-1985 t/m 16-02-1985 | Hitnotering: 05-01-1985 t/m 16-02-1985 | Hitnotering: 05-01-1985 t/m 16-02-1985 |
| Week:                                  | 1                                      | 2                                      | 3                                      | 4                                      | 5                                      | 6                                      | 7                                      |                                        |
| -------------------------------------- | -------------------------------------- | -------------------------------------- | -------------------------------------- | -------------------------------------- | -------------------------------------- | -------------------------------------- | -------------------------------------- | -------------------------------------- |
| Positie:                               | 19                                     | 12                                     | 14                                     | 10                                     | 10                                     | 25                                     | 23                                     | uit                                    |

### NPO Radio 2 Top 2000
| Nummer met noteringen in de NPO Radio 2 Top 2000 | '99 | '00 | '01 | '02  | '03  | '04  | '05  | '06  | '07  | '08  | '09  | '10  | '11  | '12 | '13  | '14 | '15 | '16  | '17  | '18  | '19  | '20  | '21  | '22  | '23  | '24  |
| ------------------------------------------------ | --- | --- | --- | ---- | ---- | ---- | ---- | ---- | ---- | ---- | ---- | ---- | ---- | --- | ---- | --- | --- | ---- | ---- | ---- | ---- | ---- | ---- | ---- | ---- | ---- |
| We All Stand Together                            | 471 | -   | 759 | 1041 | 1287 | 1054 | 1052 | 1118 | 1363 | 1167 | 1212 | 1190 | 1229 | 992 | 1064 | 976 | 849 | 1198 | 1145 | 1620 | 1487 | 1439 | 1565 | 1622 | 1769 | 1189 |

1. ↑  Een '-' betekent dat het nummer niet was genoteerd en een vetgedrukt getal geeft de hoogste notering aan.

- MusicBrainz release group: 034359bb-a500-3541-bcec-dacc8b682231
- MusicBrainz work: e14aa589-e82c-4912-b367-206f37768979